# Shi Tingmao
Shi Tingmao (施廷懋S, Shī TíngmàoP), nata Shi Tingting (施廷廷S, Shī TíngtíngP) (Chongqing, 31 agosto 1991) è un'ex tuffatrice cinese.

## Biografia
Ha rappresentato la Cina ai Giochi olimpici di Rio de Janeiro 2016  gareggiando nel concorso dei tuffi dal trampolino 3 metri individuali e sincro guadagnando la medaglia d'oro in entrambe le competizioni.
Nei tuffi sincronizzati, in coppia con  Wu Minxia, ha vinto precedendo le italiane Tania Cagnotto e Francesca Dallapé, argento, e le australiane Maddison Keeney e Anabelle Smith, bronzo, mentre nella prova individuale ha superato la connazionale He Zi e l'italiana Tania Cagnotto.
Ai Giochi olimpici di Tokio 2020 si è riconfermata campionessa olimpica sia nella prova individuale, superando la connazionale Wang Han e la statunitense Krysta Palmer, che nel sincro, dove in coppia con Wang Han si è imposta sulle canadesi Jennifer Abel e Mélissa Citrini-Beaulieu e sulle tedesche Lena Hentschel e Tina Punzel.

## Palmarès
- Giochi olimpici

Rio de Janeiro 2016: oro nel trampolino 3 m e nel sincro 3 m.
Tokyo 2020: oro nel trampolino 3 m e nel sincro 3 m.
- Mondiali

Shanghai 2011: oro nel trampolino 1 m.
Barcellona 2013: oro nel sincro 3 m.
Kazan 2015: oro nel trampolino 3 m e nel sincro 3 m e argento nel trampolino 1 m.
Budapest 2017: oro nel trampolino 3 m e nel sincro 3 m.
Gwangju 2019: oro nel trampolino 3m e nel sincro 3 m.
- Giochi asiatici

Canton 2010: oro nel sincro 3 m e argento nel trampolino 3 m.
Incheon 2014: oro nel trampolino 1 m e nel sincro 3 m.
Giacarta 2018: oro nel trampolino 3 m e nel sincro 3 m.

### Coppa del Mondo
- Vincitrice della Coppa del Mondo del trampolino 3 m nel 2014, nel 2016 e nel 2018
- Vincitrice della Coppa del Mondo del sincro 3 m nel 2014, nel 2016 e nel 2018

## Riconoscimenti
- Atleta dell'anno FINA: 2015, 2016, 2017, 2018, 2019, 2021